# Machtenstein (Meteorit)
Koordinaten: 48° 17′ 3″ N, 11° 18′ 49″ O

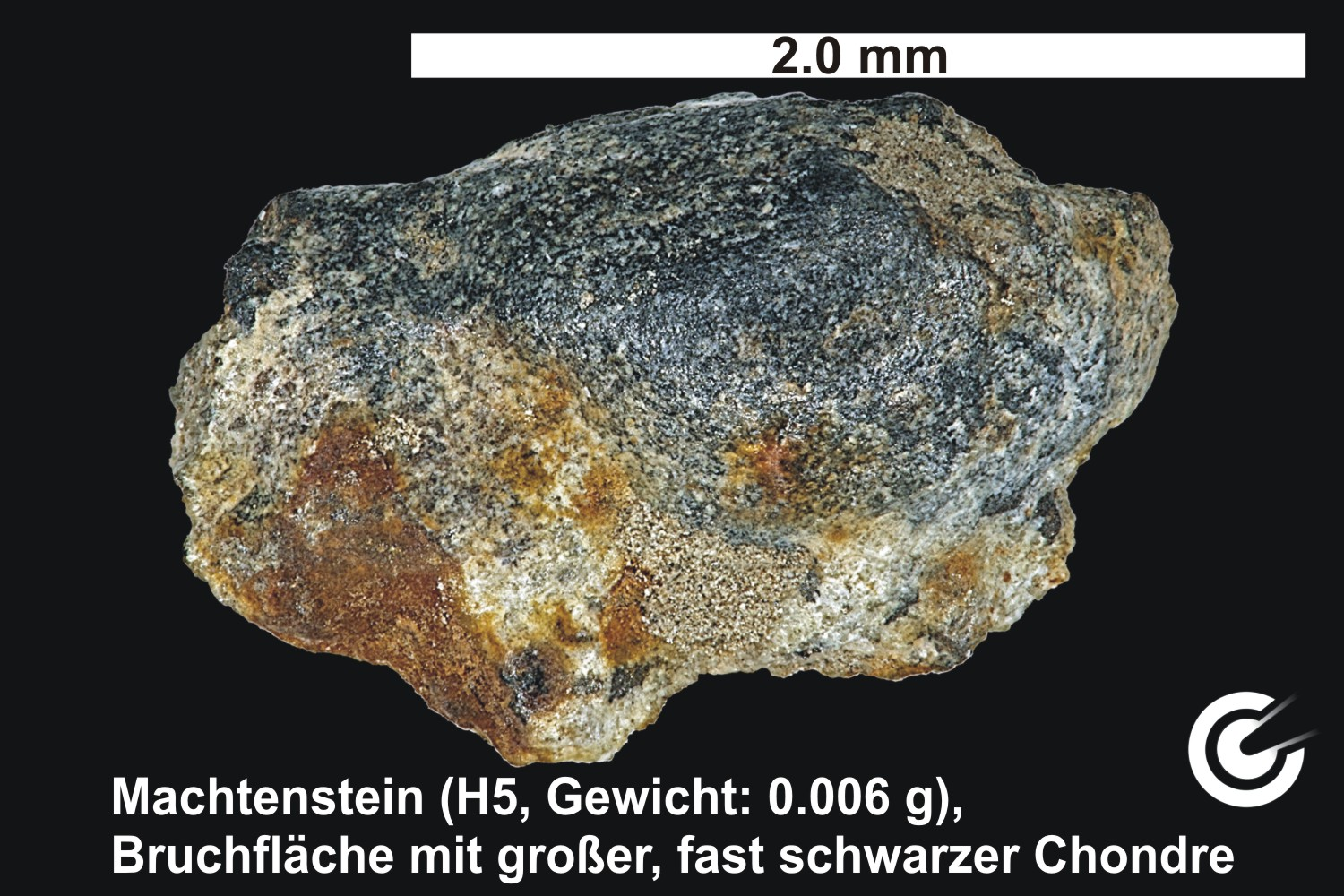
Detailansicht eines beim Sägen abgebrochenen Fragmentes vom Meteorit Machtenstein. Neben der rostfarbenen Matrix ist eine rundliche dunkle Chondre erkennbar.

Der Meteorit Machtenstein wurde in den 1950er Jahren in Deutschland gefunden und erst 2014 als solcher erkannt.

## Fund
Bei einer Ackerbegehung im Jahr 1956 (oder später) wurde der Meteorit von einem damals jungen Landwirt aufgelesen, da ihm die außergewöhnliche Erscheinung des Steins (Aussehen und ungewöhnlich hohes Gewicht) aufgefallen war. Zuhause schnitt er mit einem Winkelschleifer das Material an und erkannte durch Funkenprobe, dass der Stein metallhaltig sein musste. Er vermutete, einen Meteoriten vor sich zu haben, konnte jedoch wegen der damals sehr dürftigen Quellenlage keine weiteren Informationen darüber gewinnen.
1982 gab er den Stein an einen Freund weiter, damit dieser Recherchen darüber anstellen sollte. Aber auch er konnte zu dieser Zeit niemanden finden, der ihm die meteoritische Natur des Steins bestätigen oder widerlegen konnte. Er vermutete einen Schlackerest aus einem Verhüttungsprozess. Anstatt ihn aber wegzuwerfen, bewahrte er ihn jahrzehntelang als Füllstein unter einem Haufen grober Kiesel in seinem Vorgarten auf.

## Wiederentdeckung
Im Frühjahr 2014 entdeckte er den rostbraunen Stein in seinem Kieselhaufen durch Zufall wieder. Über eine Internetseite des Deutschen Zentrums für Luft- und Raumfahrt (DLR) konnte er anhand eines Kriterienkatalogs austesten, dass es sich bei dem Stein höchstwahrscheinlich doch um einen Meteoriten handeln könnte. Er kontaktierte schließlich einen Experten, der nun die Echtheit des Meteoriten bestätigen konnte.

## Materialanalyse
Der 1422 Gramm schwere Meteorit wurde in der Mineralogischen Staatssammlung München untersucht. Zu diesem Zweck wurden insgesamt 21,7 Gramm Material abgetrennt. Demnach ist Machtenstein ein gewöhnlicher Chondrit (Typ H5). Trotz seiner langen Aufbewahrungszeit im Freien wies er nur einen mittleren Verwitterungsgrad auf.

## Verbleib des Fundstücks
Machtenstein wurde anlässlich der Mineralientage München 2014 von deren Geschäftsführung erworben und am 24. Oktober 2014 erstmals der Öffentlichkeit präsentiert. Durch deren Spende an die Mineralogische Staatssammlung München ging er in den Besitz des Freistaates Bayern über. Er ist seit November 2015 im Rieskrater-Museum in Nördlingen zu sehen.